# Национални комитет за нематеријално културно наслеђе
Национални комитет за нематеријално културно наслеђе је стручно тело Министарства културе и информисања успостављен 2011. године са задатком да прати спровођење Унескове Конвенције о очувању нематеријалног културног наслеђа, усваја предлоге за упис у Национални регистар нематеријалног културног наслеђа и предлаже номинације Републике Србије за уписе на релевантне листе Унеска.

## О Комитету
У Закону о културном наслеђу, члан 95. стоји да Национални комитет за материјално културно наслеђе:
- усваја и разрађује правце развоја, унапређења и очувања материјалног културног наслеђа Републике Србије;
- предлаже активности на пољу образовања, едукације и обуке кадрова, истраживања, спровођења радова на заштити, очувању, конзервацији и рестаурацији културних добара уписаних на Унескове листе;
- предлаже моделе сарадње установа културе и научно-истраживачких, образовних институција и струковних организација на пољу заштите и очувања културног наслеђа уписаног на Унескове листе;
- предлаже културна добра за упис на Унескове листе и координира израду номинационих досијеа за добра на прелиминарној листи;
- усваја годишње и периодичне извештаје у складу са оперативним смерницама за примену конвенција;
- прати стање културних добара Републике Србије уписаних на Унескове листеи спровођење конвенција;
- предлаже Министарству предузимање неопходних мера, уколико се утврди угроженост културних добара и културних добара Републике Србије уписаних на Унескове листе;
- разматра и даје мишљење о предлозима за упис културних добара Унескове листе и прослеђује их другим органима на даљу процедуру.

## Обавезе и права Комитета
Из члана 97. истог закона стоји да Национални комитет доноси пословник о свом раду; подноси извештај министру, најмање једном годишње; да стручни и административно-техничку потпору раду Националног комитета за материјално културно наслеђе и Националног комитета за нематеријално културно наслеђе пружа Министарство; да се средства за рад обезбеђују у буџету Републике Србије; да председник и чланови Националних комитета имају право на накнаду за рад у висини коју утврди министар у складу са расположивим средствима у буџету.

## Састав
Национални комитет за нематеријално културно наслеђе именује Министарство културе и информисања Републике Србије на период од 4 године.
На основу Решења о образовању Националног комитета за нематеријално културно наслеђе од 15. октобра 2020. године Комитет чине: председник, чланови и секратар.
- Председник: Бора Димитријевић, археолог у пензији
- Чланови: проф. др Слободан Наумовић, ванредни професор на Одељењу за етнологију и антропологију Филозофског факултета Универзитета у Београду, Светлана Ћалдовић-Шијаковић, етнолог, виши кустос и директор Музеја на отвореном „Старо село“ Сирогојно, Данијела Филиповић, етнолог, виши кустос и координатор Центра за нематеријално културно наслеђе Србије при Етнографском музеју у Београду, др Александра Павићевић, етнолог, научни саветник Етнографског института САНУ, проф. др Данијел Синани, редовни професор на Одељењу за етнологију и антропологију Филозофског факултета Универзитета у Београду, др Данка Лајић Михајловић, етномузиколог, научни саветник Музиколошког института САНУ, Душица Живковић, етнолог, музејски саветник у пензији,  др Милош Матић, етнолог-антрополог, музејски саветник Етнографског музеја у Београду, проф. др Александар Милановић, редовни професор на Катедри за српски језик са јужнословенским језицима Филолошког факултета Универзитета у Београду, др Бојан Јовановић, етнолог, научни саветник у пензији, Оливера Игњатовић, самостални саветник у Сектору за заштиту културног наслеђа и дигитализацију Министарства културе и информисања.
- Секретар: Невенка Михајловић, саветник у Сектору за заштиту културног наслеђа и дигитализацију Министарства културе и информисања.